# 리 테일러 영

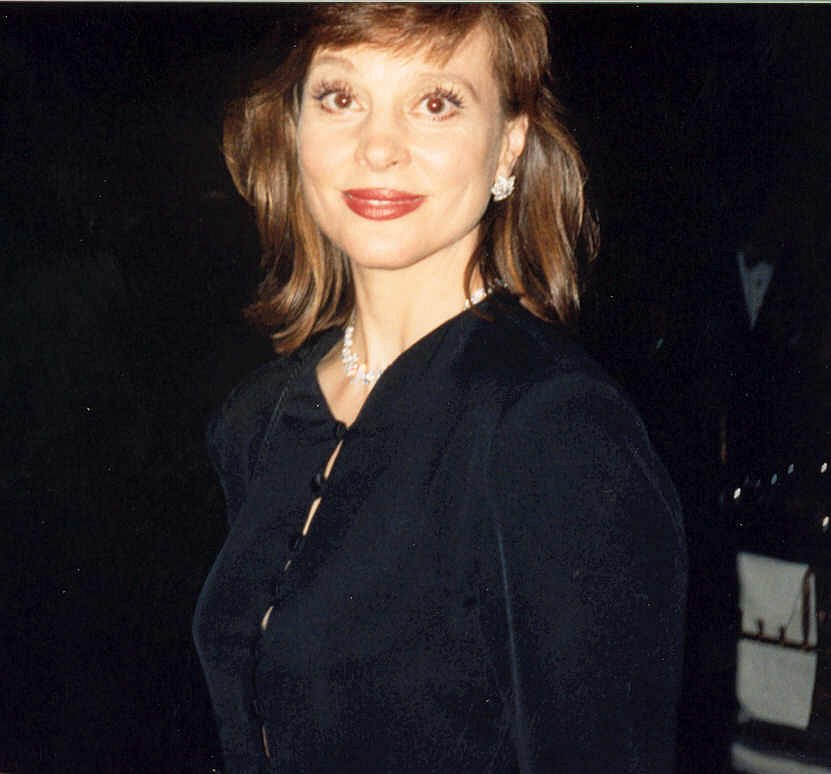

리 테일러영(Leigh Taylor-Young, 1945년 1월 25일 ~ )는 미국의 배우이다.
워싱턴 D.C.에서 태어났다.

## 출연 작품
- 미스티칼 트레블러 (2013년)
- A-리스트 (2006년)
- 커피 데이트 (2006년)
- 더티 런드리 (2006년)
- 슬랙커즈 (2002년)
- 아담스 패밀리 3 (1998년)
- 블리스 (1997년)
- 와이? (1997년) - 마고 역
- 나의 사랑 나의 젊음 (1993년)
- 내전 (1991년)
- 비버리힐즈의 아이들 (1990년)
- 허니문 아카데미 (1989년)
- 비키의 홀로서기 (1988년)
- 미지의 충격 (1988년)
- 휴스턴 나이츠 (1987년)
- 시크릿 어드마이어 (1985년) - 엘리자베스 핌플 역
- 톱니 바퀴의 칼날 (1985년) - 버지니아 호웰 역
- 미인계 (1981년) - 제니퍼 역
- 음악은 멈출 수 없어 (1980년)
- 소일렌트 그린 (1973년)
- 갱 댓 커든트 슛 스트레이트 (1971년)
- 호스맨(영어판) (1971년)
- 더 어드벤처스 (1970년)

### 텔레비전
- 달라스 (1978년)
- 호텔 - 시리즈 (1983년)
- 페이튼 플레이스 - TV 시리즈 (1964년)